# Bíró László Ferenc
Bíró László Ferenc (szerzői névváltozatok : Biró László Ferenc, Bíró Ferenc, Bíró László, Bíró L. Ferenc) (Kolozsvár, 1960. április 9. – Kolozsvár, 2012) költő, irodalomkritikus, irodalomtörténész.

## Életpályája
Középiskolai tanulmányait a kolozsvári Brassai Sámuel Líceumban végezte. Több világnyelvet (német, olasz, angol, spanyol stb.) behatóan ismerve, fordítói tevékenységet végzett különböző adminisztratív intézmények számára. A romániai és magyarországi irodalmi sajtóban (Utunk, Igaz Szó, Helikon, Tiszatáj) közölt verseket, prózát, esszét, fordításokat, irodalomkritikát és irodalomtörténeti tanulmányokat. A hetvenes évektől kezdődően a kolozsvári Gaál Gábor Irodalmi Kör tagja 1981-ig. 1990-től az újraalakult Gaál Gábor Irodalmi Kör alapító tagja, majd ezt követően a Bretter György Irodalmi Kör tagja. 2005-től a Kolozsvári Állami Magyar Színház műszaki osztályán dolgozott. Életének szívroham vetett véget.

## Művei
- Bíró Ferenc, Suttogások. Versek. Kriterion Könyvkiadó, Forrás sorozat, Bukarest, 72 p., 1630 példány, 1983

## Antológiák
- Kimaradt Szó. Fiatal költők antológiája. Kriterion Könyvkiadó, Bukarest, 1979

## Külső hivatkozások
- antikvárium. hu
- Réthy Andor – Újvári Mária – Váczy Kálmánné Romániai magyar könyvkiadás, 1960-1986